# Sonchus pinnatus
Sonchus pinnatus (Aiton), conhecida pelo nome comum de leituga, é uma espécie de planta do género botânico Sonchus, da família Asteraceae, endémica da ilha da Madeira.

## Descrição
Apresenta-se como um arbusto perene, que pode chegar até 2 metros de altura. Tem folhas penatissectas ou penatipartidas, de 13 a 35 centímetros, com lobos lanceolados, irregularmente dentados a subinteiros.
Tem capítulos numerosos, de 7 a 10 milímetros de comprimento, com flores amarelas, dispostos numa ampla inflorescência corimbosa terminal, que pode ter mais de 30 centímetros de comprimento.
Trata-se de uma espécie endémica da ilha da Madeira onde é característica de algumas comunidades de caulirrosulados.
Floração: Abril a Agosto.